# マノージュ・ジョーシー (俳優)
マノージュ・ジョーシー（Manoj Joshi、1965年9月3日 - ）は、インドの俳優。主に映画・舞台・テレビドラマで活動している。これまでに70本以上の映画に出演しており、ボンベイ芸術協会の副会長を務めている。2017年に国家映画賞 助演男優賞を受賞しており、2018年にはパドマ・シュリー勲章を授与された。

## キャリア
サー・J・J美術学校を卒業してマラーティー語演劇に参加して俳優活動を始め、グジャラート語演劇やヒンディー語演劇でも活動していた。また、『Chanakya』『Ek Mahal Ho Sapno Ka』『Rau』『Sangdil』『Kabhi Souten Kabhi Saheli』『Mura Raska Mai La』などのテレビシリーズに出演している。
1999年に『Sarfarosh』で映画デビューし、弟ラージェーシュ・ジョーシーと共演した。その後は『Hungama』『Hulchul』『Dhoom』『Bhagam Bhag』『Chup Chup Ke』『Bhool Bhulaiyaa』『Billu Barber』に出演しており、『アショーカ王』ではカウティリヤを演じている。

## 家族
弟のラージェーシュ・ジョーシーも俳優として活動していたが、1998年に交通事故死している。

## フィルモグラフィー

### 映画
- Sarfarosh（1999年）
- Aaghaaz（2000年）
- Jaaneman Jaaneman（2001年）
- 哀しみのチャンダニ・バー（英語版）（2001年）
- Ab Ke Baras（2002年）
- デーヴダース（英語版）（2002年）
- Satta（2003年）
- Hungama（2003年）
- Joggers' Park（2003年）
- Aan: Men at Work（2004年）
- Dhoom（2004年）
- Jaago（2004年）
- Hulchul（2004年）
- Page 3（2005年）
- Shikhar（2005年）
- Kyon Ki（2005年）
- Garam Masala（2005年）
- Phir Hera Pheri（2006年）
- Chup Chup Ke（2006年）
- Golmaal: Fun Unlimited（2006年）
- Vivah（2006年）
- Bhagam Bhag（2006年）
- Humko Deewana Kar Gaye（2006年）
- Traffic Signal（2007年）
- Guru（2007年）
- Bhool Bhulaiyaa（2007年）
- Mere Baap Pehle Aap（2008年）
- Maan Gaye Mughal-e-Azam（2008年）
- Khallballi（2008年）
- Billu Barber（2009年）
- De Dana Dan（2009年）
- Maniben.com（2010年）
- Kushti（2010年）
- Khatta Meetha（2010年）
- Dil Toh Baccha Hai Ji（2011年）
- Bin Bulaye Baraati（2011年）
- Ready（2011年）
- Fakta Ladh Mhana（2011年）
- The Opportunist（2011年）
- Khiladi 786（2012年）
- ダバング2（英語版）（2012年）
- Gola Berij（2012年）
- Bharatiya（2012年）
- Chaloo（2013年）
- Policegiri（2013年）
- Wake Up India（2013年）
- Narbachi Wadi（2013年）
- Mr Joe B. Carvalho（2014年）
- Hasee Toh Phasee（2014年）
- Bey Yaar（2014年）
- Spark（2014年）
- Dolly Ki Doli（2015年）
- I Love New Year（2015年）
- Kis Kisko Pyaar Karoon（2015年）
- プレーム兄貴、王になる（2015年）
- Sanam Re（2016年）
- Thai Jashe!（2016年）
- Ghayal: Once Again（2016年）
- Pappa Tamne Nahi Samjaay（2017年）
- Judwaa 2（2017年）
- Tamburo（2017年）
- Dashakriya（2017年）
- Odiyan（2018年）
- Loveyatri（2018年）
- Fera Feri Hera Feri（2018年）
- Kaashi in Search of Ganga（2018年）
- Natsamrat（2018年）
- I.M.A. Gujju（2018年）
- Ram Ki Janmabhoomi（2019年）
- PM Narendra Modi（2019年）
- Made in China（2019年）
- Chasani（2019年）
- Coolie No. 1（2020年）
- Waah Zindagi（2021年）
- Hungama 2（2021年）
- Rashmi Rocket（2021年）
- Jessu Jordaar（2021年）
- Petipack（2022年）
- Nayika Devi: The Warrior Queen（2022年）
- Jaadugar（2022年）
- Love You Loktantra（2022年）
- Dehati Disco（2022年）
- Gunchakkar（2023年）
- Hume Toh Loot Liya（2023年）
- Nava Pappa（2023年）
- Jaggu Ani Juliet（2023年）
- Non Stop Dhamaal（2023年）
- Dream Girl 2（2023年）
- Mystery of the Tattoo（2023年）
- Darran Chhoo（2023年）

### テレビシリーズ
- Chanakya（1991年）
- Woh（1998年）
- X Zone（1998年）
- Ek Mahal Ho Sapno Ka（1999-2002年）
- Aabhalmaya（1999-2003年）
- Your Honour（2000年）
- Jaaneman Jaaneman（2001年）
- Khichdi（2002年）
- Kehta Hai Dil（2002-2005年）
- Ye Meri Life Hai（2004-2005年）
- Kasamh Se（2006年）
- Zindagi Ka Har Rang...Gulaal（2010-2011年）
- アショーカ王（英語版）（2015年）
- Honar Soon Mi Hya Gharchi（2014-2016年）
- Mangalam Dangalam（2018-2019年）
- Yeh Rishta Kya Kehlata Hai（2020年）
- Swaraj（2022-2024年）

## 受賞歴
| 年                                                    | 部門                     | 作品              | 結果       | 出典          |
| 勲章                                                  | 勲章                     | 勲章              | 勲章       | 勲章          |
| ----------------------------------------------------- | ------------------------ | ----------------- | ---------- | ------------- |
| 2018年                                                | パドマ・シュリー勲章     | N/A               | 受賞       | [ 4 ]         |
| 国家映画賞                                            |                          |                   |            |               |
| 2017年                                                | 助演男優賞               | 『Dashakriya』    | 受賞       | [ 9 ]         |
| フィルムフェア賞 マラーティー語映画部門               |                          |                   |            |               |
| 2018年                                                | 助演男優賞               | 『Dashakriya』    | ノミネート | [ 10 ]        |
| マハーラーシュトラチャ・フェイバリット・コン?アワード |                          |                   |            |               |
| 2014年                                                | フェイバリット助演男優賞 | 『Narbachi Wadi』 | ノミネート |               |
| 製作者組合映画賞                                      |                          |                   |            |               |
| 2004年                                                | ドラマシリーズ主演男優賞 | 『Kehta Hai Dil』 | ノミネート |               |
| インド・テリー賞                                      |                          |                   |            |               |
| 2004年                                                | 悪役賞                   | 『Kehta Hai Dil』 | ノミネート | [ 11 ] [ 12 ] |
| 2023年                                                | アンカー賞               | 『Swaraj』        | 受賞       | [ 13 ]        |
| インド・テレビジョン・アカデミー賞                    |                          |                   |            |               |
| 2016年                                                | 助演男優賞               | 『アショーカ王』  | 受賞       | [ 14 ]        |